# Kanda-gawa

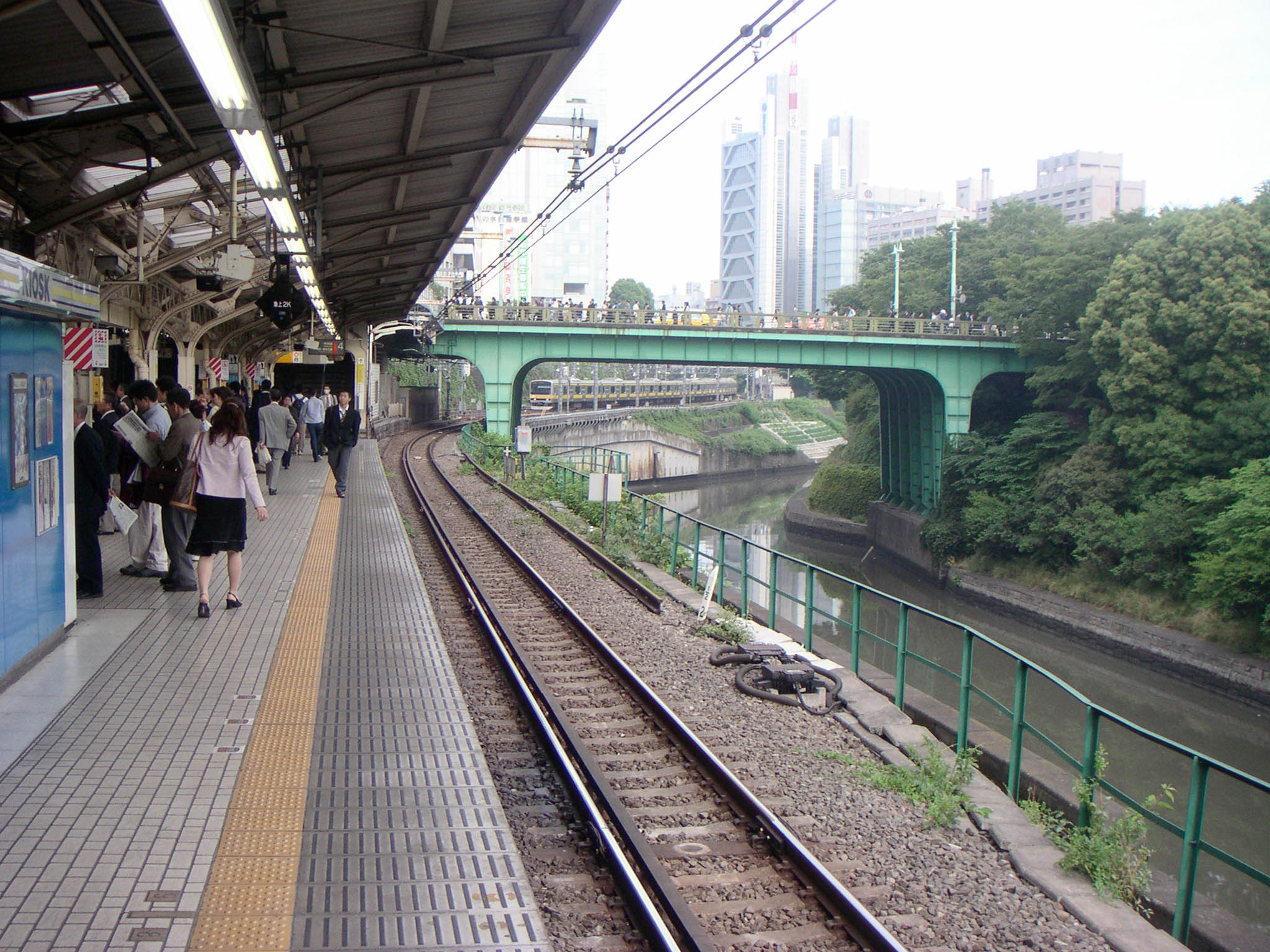
La rivière Kanda à la gare d'Ochanomizu ; la ligne Chūō passe le long de la rivière.

La rivière Kanda (神田川, Kanda-gawa) est un cours d'eau de Tokyo qui parcourt 24,6 km du parc d'Inokashira à Mitaka jusqu'à la Sumida-gawa sous le pont de Ryōgoku à la limite de Taitō, Chūō et Sumida-ku, après avoir longé le quartier de Kanda qui lui donne son nom. Tout son cours se déroule au sein de Tokyo où il draine une superficie de 105 km2. La Kanda-gawa est catégorisée comme rivière de classe 1.

## Affluents et branches
Les rivières Zenpukuji, Momozono et Myōshō-ji sont des affluents de la Kanda-gawa tout comme la douve extérieure du palais impérial. La rivière Nihonbashi est un défluent de la Kanda.

## Le canal de dérivation souterrain de la Kanda-gawa
Dans les années 1980 a commencé la construction d'un tunnel de dérivation destiné à stocker temporairement l'excès d'eau qui a historiquement été un gros problème, causant des inondations à des milliers de foyers lors des typhons ou des pluies diluviennes. Le canal de dérivation souterrain de la Kanda-gawa est en fait un immense tunnel construit sous les routes principales. Le projet consiste à construire un tunnel de 4,5 km de long et de 13 m de large à 40 m sous le niveau de la rue. La première section de 2 km de long a été achevée en 1997 et peut retenir les eaux de ruissellement de 50 mm de pluie en une heure. Le réservoir a recueilli l'eau de la rivière à plus d'une douzaine de reprises depuis son ouverture et la Kanda-gawa n'a jamais débordé en ces occasions. Les plans prévoient une extension du tunnel jusqu'à la baie de Tokyo, créant véritablement une seconde Kanda-gawa  souterraine.

## Galerie

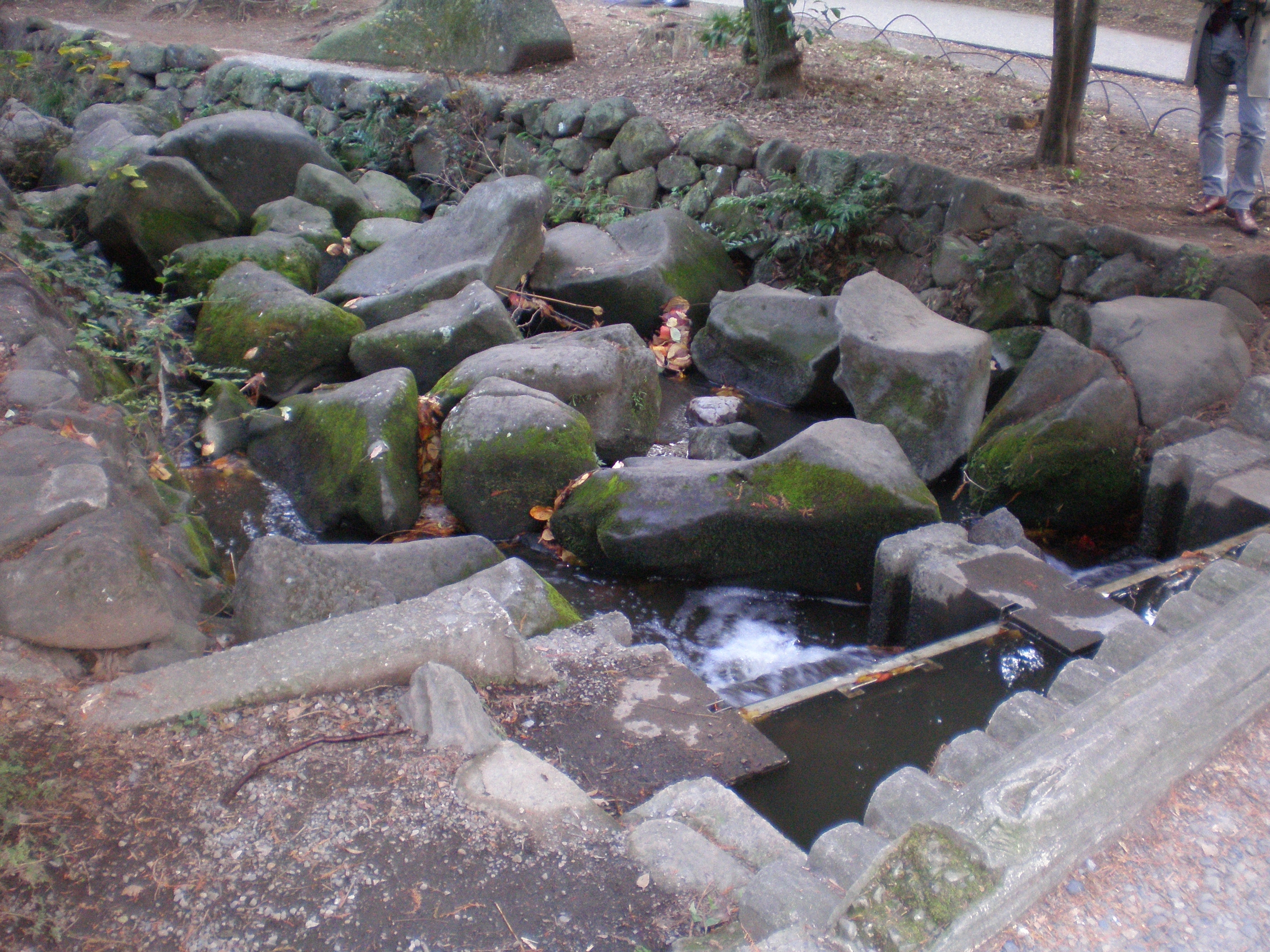
Source de la Kanda-gawa.
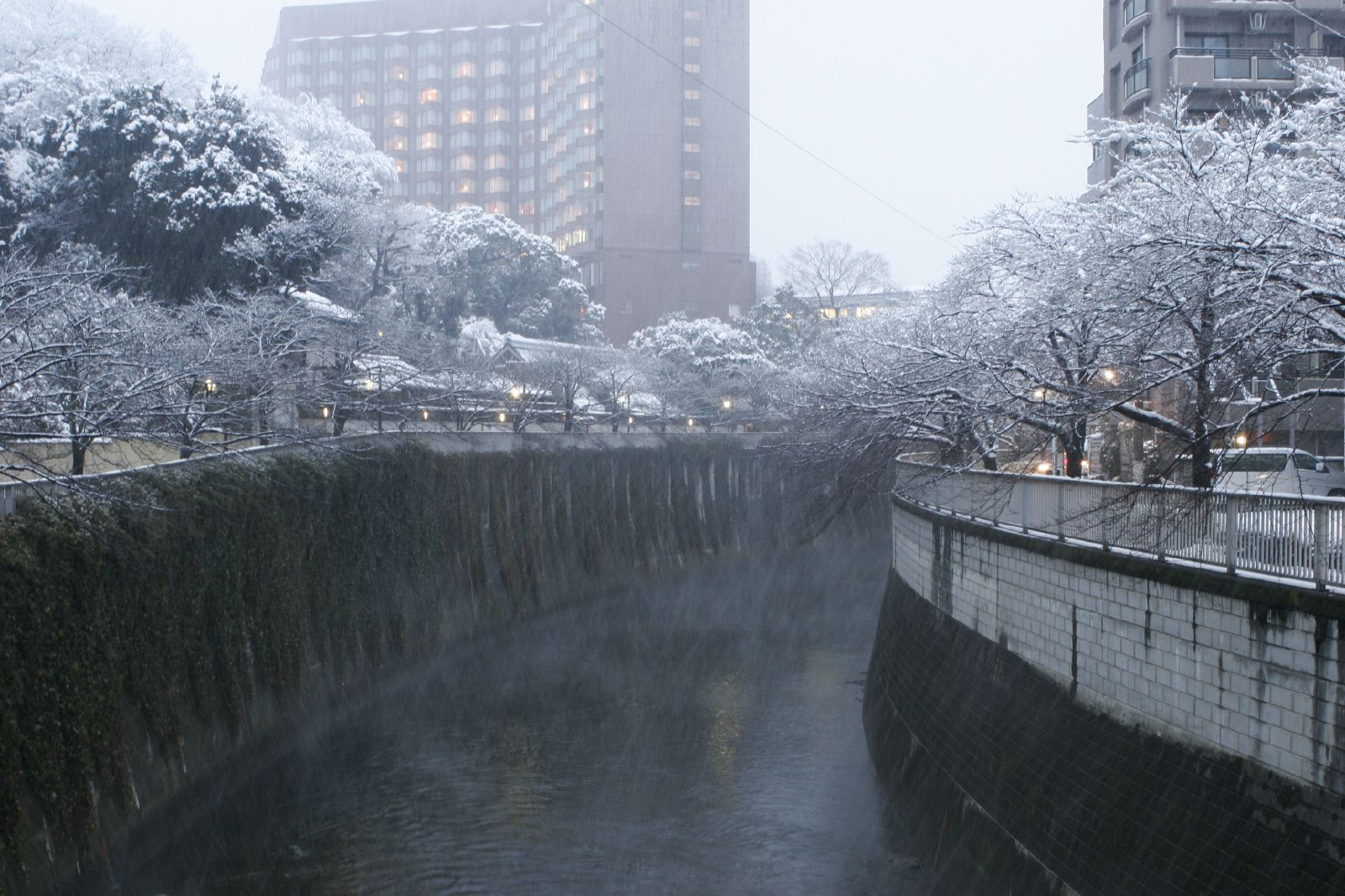
La Kanda-gawa vue du pont Komatsuka.
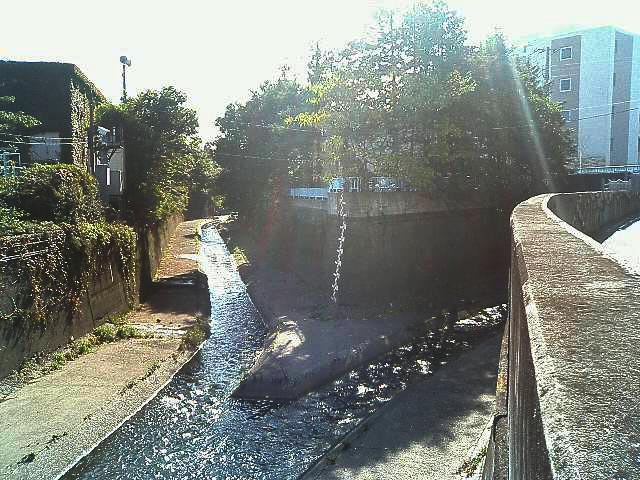
Confluence de la Kanda-gawa avec la Zenpukuji-gawa.